# ハインリヒ・アウグスト・イェシュケ

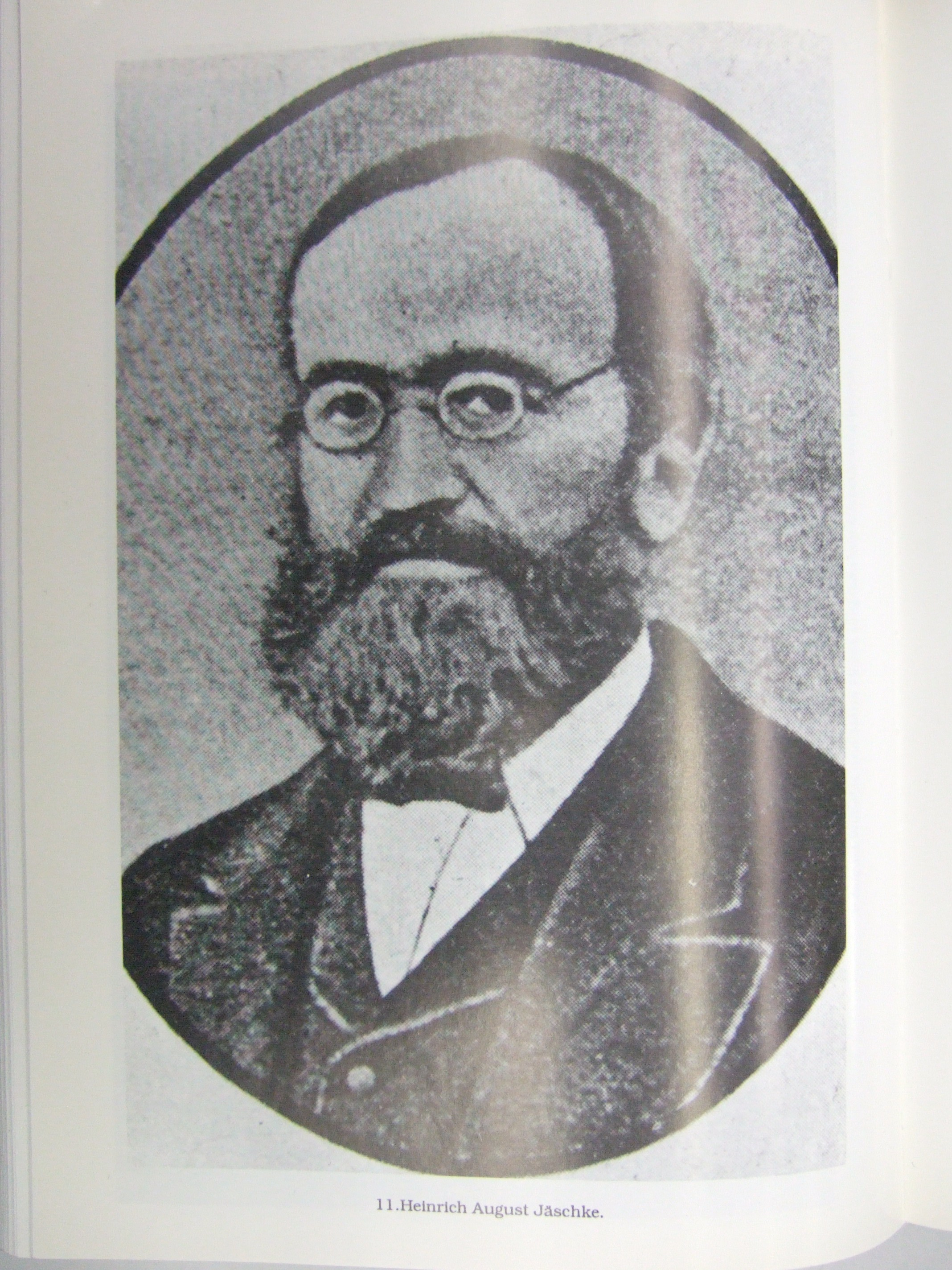

ハインリヒ・アウグスト・イェシュケ（Heinrich August Jäschke、1817年5月17日 – 1883年9月24日）は、ドイツ出身のモラヴィア兄弟団の宣教師で、チベット語の研究者。
イェシュケの編集したチベット語・英語辞典は現在も使われている代表的なチベット語辞典のひとつである。

## 生涯
イェシュケはザクセン州ヘルンフートに生まれた。1848年に叙階された。
1856年に現在のインドのヒマーチャル・プラデーシュ州ケランに赴任し、独学でチベット語を学んだ。イェシュケはキリスト教布教のための書物をチベット語に翻訳し、またチベット語文法（1865年）を著した。
健康を損ねたため、1868年に帰国した。ドイツでイェシュケは新約聖書をチベット語に翻訳し、またチベット語・ドイツ語辞典（1871年）とそれを翻訳・増補したチベット語・英語辞典（1881年）を公刊した。